# Vitbrämad taggbening
Vitbrämad taggbening (Legnotus limbosus) är en insektsart som först beskrevs av Étienne Louis Geoffroy 1785.  Vitbrämad taggbening ingår i släktet Legnotus, och familjen Tornbenskinnbaggar. Arten är reproducerande i Sverige.

## Bildgalleri

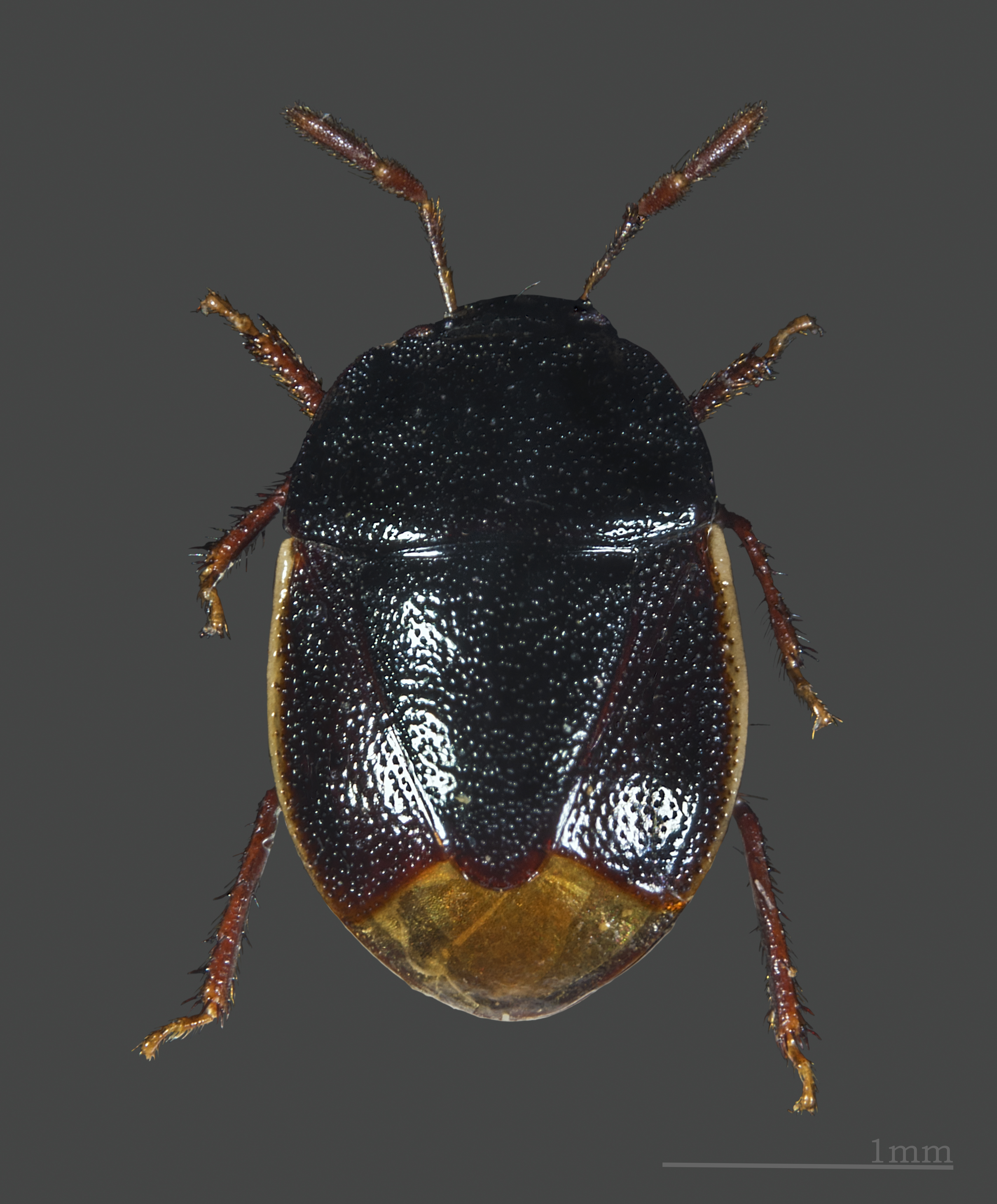
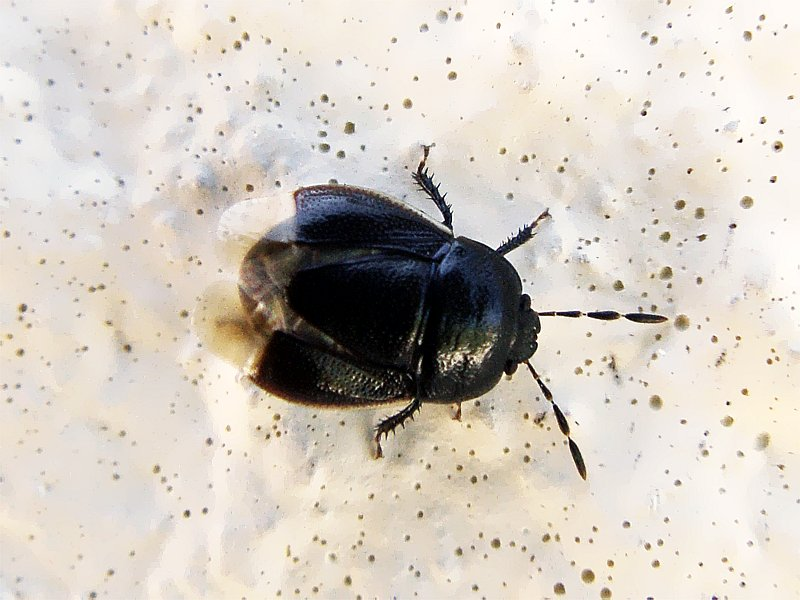